# العلاقات الوسط إفريقية النيبالية
العلاقات الوسط أفريقية النيبالية هي العلاقات الثنائية التي تجمع بين جمهورية أفريقيا الوسطى ونيبال.

## مقارنة بين البلدين
هذه مقارنة عامة ومرجعية للدولتين:
| وجه المقارنة                                              | جمهورية أفريقيا الوسطى      | نيبال                             |
| --------------------------------------------------------- | --------------------------- | --------------------------------- |
| المساحة (كم2)                                             | 622.98 ألف                  | 147.18 ألف                        |
| عدد السكان (نسمة)                                         | 4.66 مليون                  | 29.40 مليون                       |
| الكثافة السكانية (ن./كم²)                                 | 7.48                        | 199.76                            |
| العاصمة                                                   | بانغي                       | كاتماندو                          |
| اللغة الرسمية                                             | لغة فرنسية، اللغة السانغوية | اللغة النيبالية                   |
| العملة                                                    | فرنك وسط أفريقي             | روبية نيبالية                     |
| الناتج المحلي الإجمالي (بليون دولار)                      | 1.95 مليار                  | 24.47 مليار                       |
| الناتج المحلي الإجمالي (تعادل القوة الشرائية) بليون دولار | 3.03 مليار                  | 70.20 مليار                       |
| الناتج المحلي الإجمالي الاسمي للفرد دولار أمريكي          | 323                         | 743                               |
| الناتج المحلي الإجمالي للفرد دولار أمريكي                 | 594                         | 2.37 ألف                          |
| مؤشر التنمية البشرية                                      | 0.350                       | 0.548                             |
| رمز المكالمات الدولي                                      | +236                        | +977                              |
| رمز الإنترنت                                              | .cf                         | .np                               |
| المنطقة الزمنية                                           | ت ع م+01:00                 | UTC+05:45، التوقيت الموحد لنيبال ‏ |

## منظمات دولية مشتركة
يشترك البلدان في عضوية مجموعة من المنظمات الدولية، منها:
| علم المنظمة | اسم المنظمة                               | تاريخ انضمام جمهورية أفريقيا الوسطى | تاريخ انضمام نيبال |
| ----------- | ----------------------------------------- | ----------------------------------- | ------------------ |
|             | مؤسسة التنمية الدولية                     | 27 أغسطس 1963                       | 6 مارس 1963        |
|             | يونسكو                                    | 11 نوفمبر 1960                      | 1 مايو 1953        |
|             | مؤسسة التمويل الدولية                     | 1 أبريل 1991                        | 7 يناير 1966       |
|             | منظمة حظر الأسلحة الكيميائية              | ?                                   | ?                  |
|             | الأمم المتحدة                             | 20 سبتمبر 1960                      | 14 ديسمبر 1955     |
|             | منظمة الشرطة الجنائية الدولية             | ?                                   | ?                  |
|             | البنك الدولي للإنشاء والتعمير             | 10 يوليو 1963                       | 6 سبتمبر 1961      |
|             | الاتحاد البريدي العالمي                   | ?                                   | ?                  |
|             | المركز الدولي لتسوية المنازعات الاستشارية | 14 أكتوبر 1966                      | 6 فبراير 1969      |
|             | وكالة ضمان الاستثمار متعدد الأطراف        | 8 سبتمبر 2000                       | 9 فبراير 1994      |
|             | منظمة التجارة العالمية                    | ?                                   | ?                  |
|             | الفريق المعني برصد الأرض                  | ?                                   | ?                  |

## وصلات خارجية
- موقع وزارة الخارجية النيبالية